# Karl Ebb
Karl Alfred « Kalle » Ebb, né le 6 septembre 1896 à Turku (Varsinais-Suomi) et décédé le 22 août 1988 à Helsinki (Uusimaa) à 91 ans, était un homme d'affaires finlandais athlète, skieur alpin et pilote automobile, spécialiste de courses sur circuits (glace, et asphalte). Il était également bon nageur et cycliste.

## Biographie
En 1920 il fonda avec son épouse la société Ebb-Solmio Oy à Helsinki, spécialisée dans le commerce des cravates (qui existe toujours, plus généralement pour l'habillage désormais).
Licencié à Helsinki, sa carrière s'étala comme athlète entre 1919 et 1924, puis en compétition automobile de 1931 à 1937 -exclusivement sur Mercedes-Benz à partir de 1932, de type SSK-. Ses grands rivaux scandinaves étaient le Suédois Per Victor Widengren et le Norvégien Eugen Bjørnstad.
Il devint le premier pilote finlandais à participer à un Grand Prix automobile international, puis le premier skieur de son pays à s'inscrire dans une épreuve alpine étrangère.
En 1941 il fonda l'Association finlandaise de Ski alpin, puis il supervisa la construction de la première remontée de ski de son pays dans les années 1950.
Son fils unique disparu durant la Seconde Guerre mondiale, il donna à titre posthume en 1994 son nom ainsi que celui de sa seconde épouse -depuis 1945- à un fonds destiné à soutenir financièrement la promotion de jeunes skieurs juniors finlandais.

## Palmarès

### Athlétisme
- 4e du 3 000 mètres steeple hommes aux Jeux olympiques d'été de 1924 à Paris (derrière ses compatriotes Ville Ritola et Elias Katz, aux deux premières places).
- 1924: médaille de bronze du 400 mètres haies aux championnats nationaux.

### Natation
- 1924 : médaille de bronze du 200 mètres brasse aux championnats nationaux.

### Ski
- 1938 : champion de Finlande de slalom.
- 1943 : vice-champion de Finlande de slalom.

### Automobile

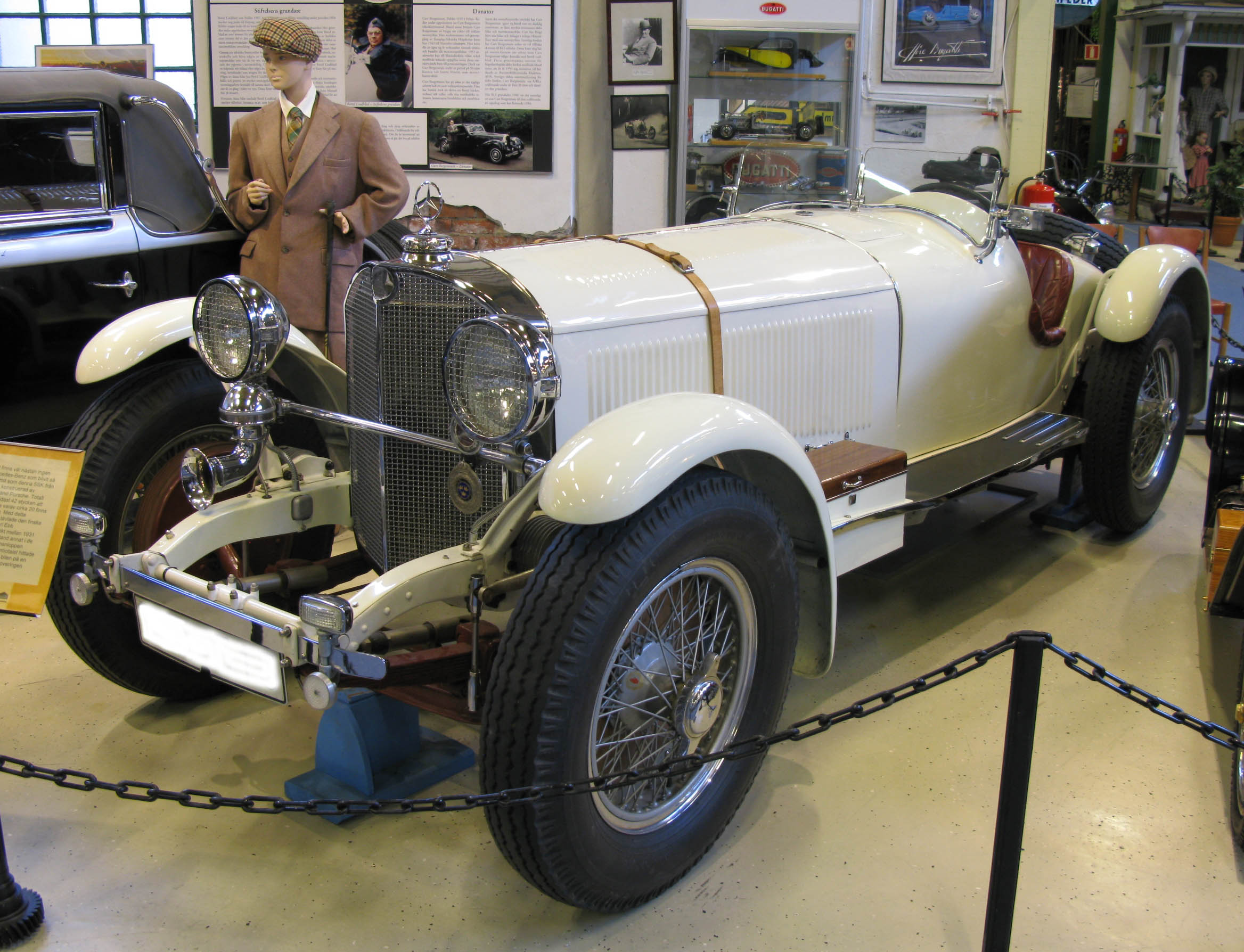
La Mercedes-Benz SSK 7.1 l de Karl Ebb, un modèle de 1929, conduite tout au long des années 1930 (au musée Bil & Teknikhistoriska Samlingarna).

Victoires en Grand Prix (5 -hors championnat d'Europe des pilotes-, en 16 courses)
- 1931: Grand Prix d'hiver de Suède sur Auburn (devant Rudolf Caracciola entre autres).
- 1933 et 1935: Grand Prix de Finlande (à Eläintarharata), sur Mercedes-Benz SSK.
- 1935: Grand Prix d'Estonie (à Pirita-Kose), sur Mercedes-Benz SSK.
- 1937: Kalastajatorppa/Fiskartorpsloppet (à Kalastajatorppa/Fiskartorpet près d'Helsinki), sur Mercedes-Benz SSK.

Autres Grands Prix
- 2e du Munkkiniemenajo en 1932 (à Munkkiniemenrata), sur Mercedes-Benz SSK.
- 2e du Grand Prix de Norvège en 1935 (glace), sur Mercedes-Benz SSK.
- 2e du Grand Prix d'Hiver de Suède en 1936 (glace), sur Mercedes-Benz SSK.
- 2e du Grand Prix de Finlande en 1937, sur Mercedes-Benz SSK.
- 3e du Grand Prix de Finlande en 1932 et 1934, sur Mercedes-Benz SSK.
- 3e de la Vallentunaloppet en 1935 (glace, à Vallentunasjön), sur Mercedes-Benz SSK.
- 4e du Grand Prix d'été de Suède en 1933, sur Mercedes-Benz SSK.
- 4e de la Långforssjöloppet en 1936 (glace, à Långforssjön), sur Mercedes-Benz SSK.
- 4e de la Hörkenloppet en 1936 (glace, à Hörken-Grängesberg), sur Mercedes-Benz SSK.